# لوکاس کامپا
لوکاس کامپا (به انگلیسی: Lukas Kampa) (متولد ۲۹ نوامبر ۱۹۸۵ در بوخوم) بازیکن والیبال اهل آلمان، عضو تیم ملی والیبال آلمان و باشگاه چارنی رادوم است.
کامپا در سال ۲۰۱۴ با آلمان به مدال برنز قهرمانی جهان رسید و یکی از ستاره‌های جام هجدهم بود و در انتها به عنوان بهترین پاسور قهرمانی جهان ۲۰۱۴ انتخاب شد.

## باشگاه
| باشگاه          | کشور    | از   | تا   |
| مورس            | آلمان   | ۲۰۰۶ | ۲۰۰۸ |
| فریدریشسهافن    | آلمان   | ۲۰۰۸ | ۲۰۱۰ |
| بوتروپ ۹۰       | آلمان   | ۲۰۱۰ | ۲۰۱۱ |
| پیاچنزا         | ایتالیا | ۲۰۱۱ | ۲۰۱۲ |
| بلوگوری بلگورود | روسیه   | ۲۰۱۲ | ۲۰۱۳ |
| لوکوموتیو خارکف | اوکراین | ۲۰۱۳ | ۲۰۱۳ |
| مودنا           | ایتالیا | ۲۰۱۳ | ۲۰۱۴ |
| چارنی رادوم     | لهستان  | ۲۰۱۴ |      |